# Georgia's Rome Challenger
Il Georgia's Rome Challenger è un torneo professionistico di tennis maschile che fa parte del circuito Challenger. Si gioca annualmente sui campi indoor in cemento del Rome Tennis Center a Rome, negli Stati Uniti, dal 2022. L'evento fa parte anche dello USTA Pro Circuit, il circuito professionistico organizzato dalla Federazione Tennis degli Stati Uniti. Sugli stessi campi si tiene dal 2021 il Georgia's Rome Tennis Open, torneo femminile facente parte dell'ITF Women's World Tennis Tour.

## Albo d'oro

### Singolare
| Anno | Campione        | Finalista      | Punteggio |
| ---- | --------------- | -------------- | --------- |
| 2023 | Jordan Thompson | Alex Michelsen | 6–4, 6–2  |
| 2022 | Wu Yibing       | Ben Shelton    | 7–5, 6–3  |

### Doppio
| Anno | Campioni                    | Finalisti                    | Punteggio |
| ---- | --------------------------- | ---------------------------- | --------- |
| 2023 | Luke Johnson Sem Verbeek    | Gabriel Décamps Alex Rybakov | 6–2, 6–2  |
| 2022 | Enzo Couacaud Andrew Harris | Ruben Gonzales Reese Stalder | 6–4, 6–2  |